# ウラジーミル・アンドレエヴィチ (ドロゴブージ公)
ウラジーミル・アンドレエヴィチ（ロシア語: Владимир Андреевич、? - 1170年1月28日）はヴォルィーニ公アンドレイの子である。ウラジーミル・モノマフの孫、トゥゴルカンの曾孫（母がトゥゴルカンの孫娘）にあたる。ベルゴロド公：1150年、ドロゴブージ公、1150年 - 1152年、1156年 - 1170年、ペレソプニツァ公：1152年 - 1154年、ベレスチエ公：1154年 - 1156年。

## 生涯
ウラジーミルはリューリク朝・モノマフ家(ru)の末子系の人物の一人であるが、早期に父を亡くし、当時の継承法(ru)に準じてクニャージ・イズゴイ（継承権のないクニャージ）となっていた。そのため、1130年代には、同じくモノマフ家の末子系のクニャージであるユーリー・ドルゴルーキーと結び、長子系のムスチスラフの子らと争った。ユーリーが、ムスチスラフの子のイジャスラフとキエフ大公位をかけて争い始めると、ウラジーミルもまたユーリー側に付き、ヴォルィーニ公国の相続権に関する権力闘争に関与した。しかし、ハンガリー王国、ポーランド王国からの支援を得たイジャスラフが、子孫へのヴォルィーニ公国の継承権を獲得し、ウラジーミルは何箇所かの分領公の地位を転々とするにとどまった。

## 妻子
妻はチェルニゴフ公スヴャトスラフの娘。ルーシの年代記（レートピシ）には子に関する史料はない。しかし、21世紀の遺伝子学によれば、貴族の家門のプズィナ家(ru)、ヴォロネツキー家(ru)はモノマフ家の父系遺伝子を継いでおり、且つモノマフの子であるユーリーやムスチスラフの系列ではないことから、モノマフの子のアンドレイ（ウラジーミルの父）の系列である可能性が残されている。